# Coenopoeus niger
Coenopoeus niger är en skalbaggsart som beskrevs av Horn 1894. Coenopoeus niger ingår i släktet Coenopoeus och familjen långhorningar. Inga underarter finns listade i Catalogue of Life.